# 흐롤프 크라키의 사가

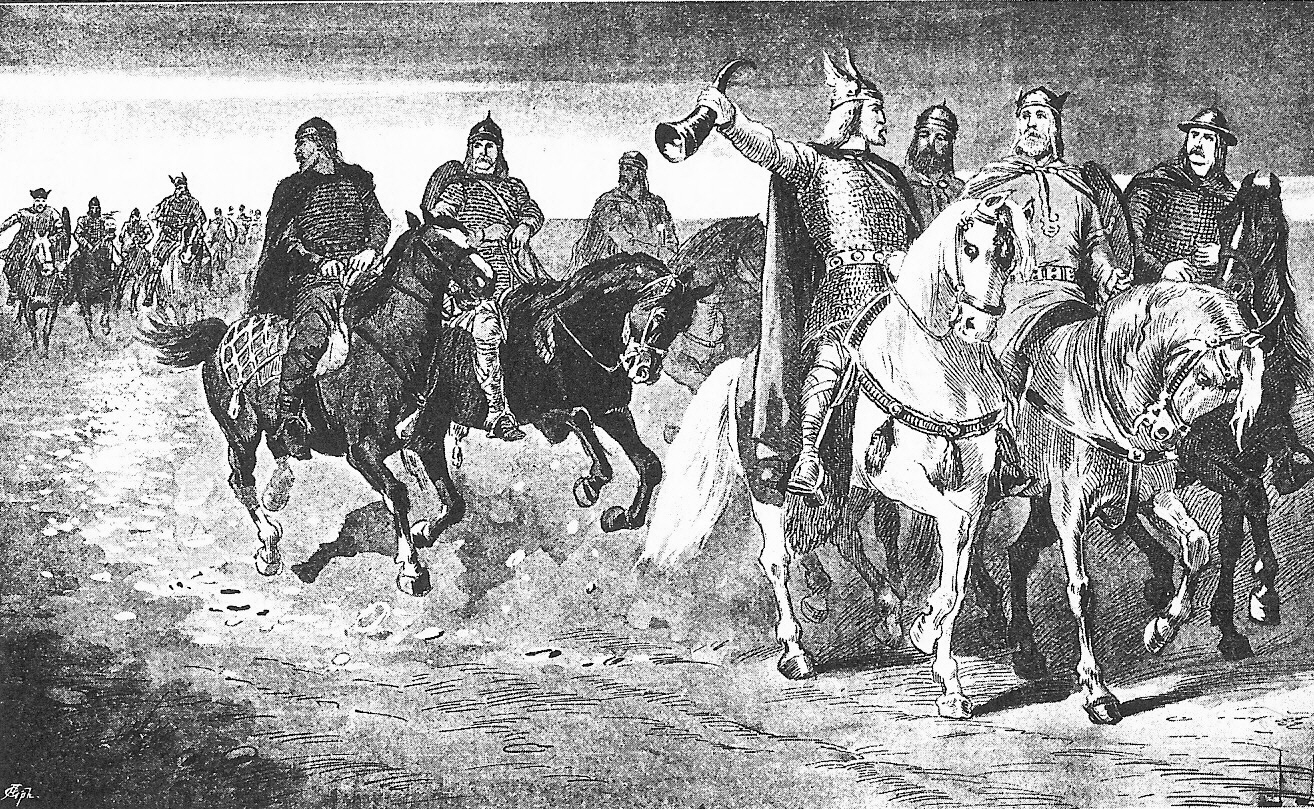

《흐롤프 크라키의 사가》(고대 노르드어: Hrólfs saga kraka 흐롤프스 사가 크라카)는 흐롤프 크라키와 그 씨족인 스쿌둥 일족의 모험을 다룬 포르날다르 사가이다. 5세기 말에서 6세기의 일들을 기록한 것으로 생각된다.